# Sarcinella heterospora
Sarcinella heterospora är en svampart som beskrevs av Sacc. 1877. Sarcinella heterospora ingår i släktet Sarcinella och familjen Englerulaceae.   Inga underarter finns listade i Catalogue of Life.